# Grunewald (stadsdel)
Grunewald eller Berlin-Grunewald är en stadsdel (tyska: Ortsteil) i Berlin, belägen i stadsdelsområdet Charlottenburg-Wilmersdorf. Stadsdelen har 11 710 invånare (2013), på en yta av 22,33 km². Stadsdelen är döpt efter skogen Grunewald som till större delen ligger i stadsdelen.

## Geografi

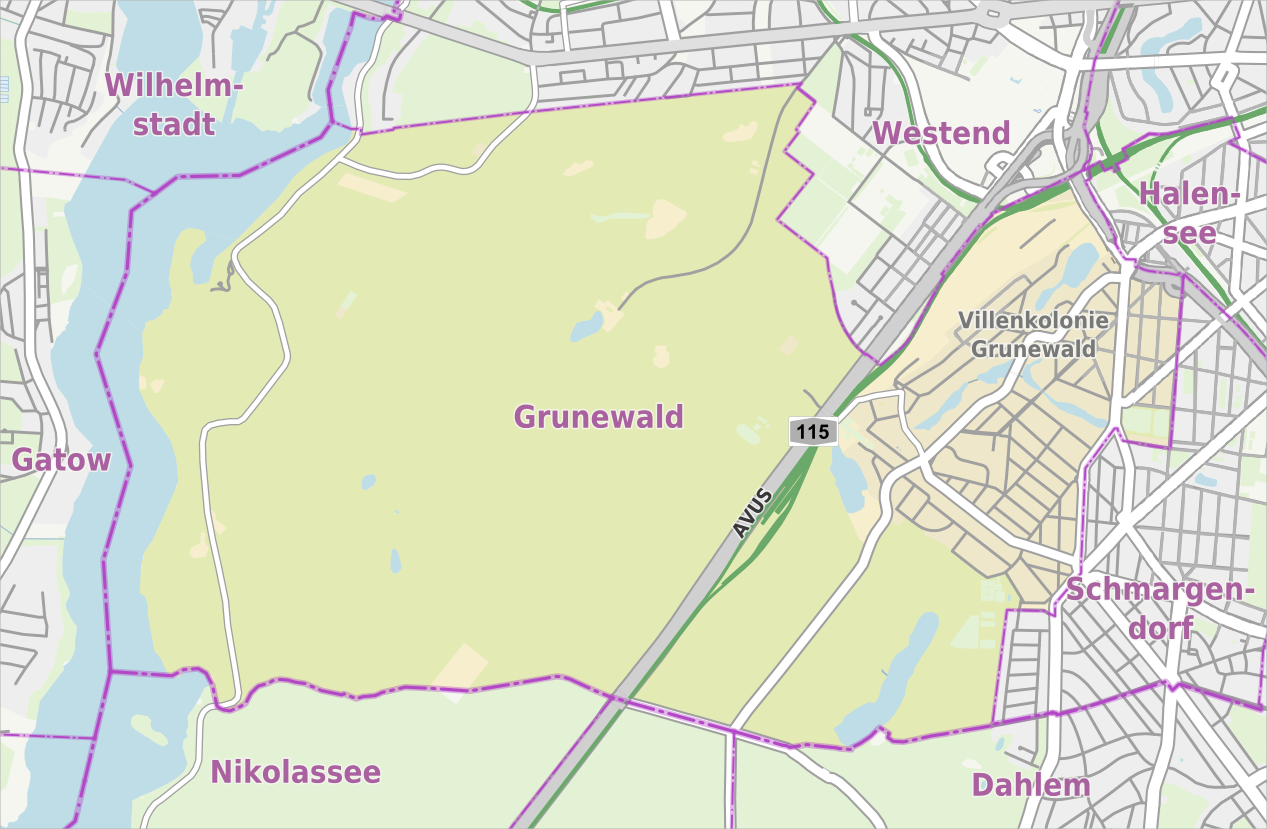
Karta över stadsdelen Grunewald

Stadsdelen räknas till de mest välbeställda villaområdena i Berlin och är huvudsakligen bebyggd med äldre villabebyggelse i den östligaste delen av stadsdelen. I centrala och västra delen av stadsdelen ligger skogen Grunewald som stadsdelen är döpt efter. Längst i väster avgränsas stadsdelen av floden Havel.
I Grunewald ligger Berlins högsta höjd, Teufelsberg, som också är ett populärt friluftsområde och turistmål.

## Historia
Bebyggelsen i stadsdelen anlades ursprungligen från 1880-talet och framåt, då Kurfürstendamm-Gesellschaft köpte upp mark i Grunewald väster om dåvarande Berlin och styckade i stora villatomter, enligt mönster från tidigare villakolonier i Berlin som Lichterfelde. Tomterna var redan från början stora men fick endast bebyggas till en mindre del, och som ett resultat av detta domineras stadsdelen av stora, glest placerade villor. Området slogs ihop med Stor-Berlin 1920 och är sedan dess en stadsdel i Berlin. 
I korsningen Erdener Strasse / Koenigsallee skedde 1922 mordet på utrikesministern Walther Rathenau, under Weimarrepubliken. Rathenau var på väg i bil från sin villa i närheten till arbetet när han träffades av kulor från en passerande bil med ultranationalister tillhörande Organisation Consul. På platsen finns sedan 1946 en minnessten över Rathenau.
Stadsdelens järnvägsstation, Bahnhof Berlin-Grunewald, var från oktober 1941 den centrala platsen för deportationer av Berlins judar under Nazityskland. Vid stationen finns idag ett minnesmärke över deportationerna.
Efter andra världskriget låg stadsdelen i den brittiska ockupationssektorn i Västberlin fram till Tysklands återförening. Under efterkrigstiden ersattes gradvis vissa krigsskadade hus med nyare bebyggelse i form av modernare villor och enstaka hyreshus.

## Kända Grunewaldbor
Stadsdelen har genom sin karaktär av exklusivt villaområde varit hem för ett stort antal kända personer.
- Fritz Ascher (1893-1979), expressionistisk konstnär.
- Berthold Auerbach (1812-1882), författare.
- Ingeborg Bachmann (1926-1973), österrikisk författare och lyriker.
- Michael Ballhaus (född 1935), kameraman.
- Vicki Baum (1888-1960), musiker och författare.
- Walter Benjamin (1892-1940), filosof och litteraturvetare.
- Jeanette Biedermann (född 1980), skådespelerska och sångerska.
- Dietrich Bonhoeffer (1906-1945), luthersk teolog och motståndsman under Nazityskland.
- Arno Breker (1900-1991), skulptör och arkitekt.
- Sarah Connor (född 1980), pop- och soulsångerska.
- Isadora Duncan (1877-1927), dansare och koreograf.
- Lyonel Feininger (1871-1956), konstnär.
- Lion Feuchtwanger (1884-1958), författare.
- Joschka Fischer (född 1948), politiker tillhörande Bündnis 90/Die Grünen, Tysklands utrikesminister och vicekansler 1998-2005.
- Samuel Fischer (1859-1934), förläggare.
- Maximilian Harden (1861-1927), publicist och skådespelare.
- Gerhart Hauptmann (1862-1946), författare, nobelpristagare i litteratur.
- Johannes Heesters (1903-2011), skådespelare och sångare.
- Heinrich Himmler (1900-1945), nazistisk politiker och SS-chef.
- Engelbert Humperdinck (1854-1921), kompositör.
- Helmut Käutner (1908-1980), regissör och skådespelare.
- Alfred Kerr (1867-1948), författare, teaterkritiker och journalist.
- Judith Kerr (född 1923), konstnär och författare.
- Hildegard Knef (1925-2002), skådespelerska, sångerska och författare.
- Helmut Kohl (född 1930), partiledare för CDU 1973-1998 och Västtysklands respektive Tysklands förbundskansler 1982-1990 och 1990-1998.
- Else Lasker-Schüler (1869-1945), diktare.
- Otto Lessing (1846-1912), skulptör.
- Max Pechstein (1881-1945), konstnär.
- Max Planck (1858-1947), fysiker och grundare av kvantfysiken, nobelpristagare i fysik 1918.
- Walther Rathenau (1867-1922), industrialist och liberal politiker för DDP, utrikesminister i Weimarrepubliken 1922.
- Max Reinhardt (1873-1943) regissör och teaterproducent.
- Romy Schneider (1938-1982), skådespelerska.
- Werner Sombart (1863-1941), sociolog och nationalekonom.
- Hermann Sudermann (1857-1928), författare och dramatiker.